# PTE General
PTE General (ex London Tests of English) sont des examens internationaux validant un certain niveau de maîtrise de la langue anglaise.
Ils ont été conçus par Pearson Language Tests un nouveau secteur d’activités du groupe Pearson voué à l’évaluation de langue. L'objectif est de récompenser la réussite dans l’apprentissage de l’anglais et assurer l’acquisition des quatre compétences : lire, écrire, écouter et parler. Il existe six niveaux qui sont alignés au Cadre Européen Commun de Référence pour les Langues
Ils sont axés sur la communication, utilisant des scénarios authentiques et réalistes. Les épreuves évaluent l’aptitude des candidats à utiliser ce qu’ils connaissent de la langue, plutôt que leurs acquis des règles grammaticales.
Leur gestion se fait en association avec Edexcel, un des plus importants comités responsables des examens nationaux en Grande-Bretagne.

## CECR
Les six niveaux des examens PTE General sont liés au Cadre Européen Commun de Référence pour les Langues (CECR). Ce cadre a été instauré par le Conseil de l’Europe pour permettre aux personnes apprenant les langues, aux professeurs les enseignant, aux universités ou aux employeurs potentiels de comparer, à chaque niveau, leurs qualifications dans des différents langues
| Niveau CECR      | PTE General | Durée d'examen |
| ---------------- | ----------- | -------------- |
| C2 Maîtrise      | Level 5     | 2h55           |
| C1 Autonome      | Level 4     | 2h30           |
| B2 Indépendant   | Level 3     | 2h             |
| B1 Intermédiaire | Level 2     | 1h35           |
| A2 Elémentaire   | Level 1     | 1h30           |
| A1 Découverte    | Level A1    | 1h15           |

La compréhension et l'expression de l'oral et de l'écrit sont testées à tous les niveaux

## Histoire
Les PTE General ont été créés par la Commission d’examens scolaires de l'Université de Londres en 1982. Ils sont aujourd’hui développés par Edexcel, la plus importante instance officielle chargée des examens nationaux au Royaume-Uni. Edexcel fait aujourd’hui partie du Groupe Pearson

## Scenarios
PTE General sont des évaluations basées sur des scénarios. Ils sont conçus pour permettre aux candidats de s’exprimer librement et de montrer comment ils comprennent et communiquent en anglais.
L’accent est mis sur des situations réelles et quotidiennes est la raison pour laquelle les examens sont construits autour de scénarios plutôt que des exercices grammaticaux.

## Où les passer
Il y a de plus en plus de centre d'examens et quatre sessions dans l'année. Pour des détails il faut visiter leur site web.

## Quatre compétences
Les examens évaluent la compréhension et l’expression écrites et orales. Le caractère communicatif des examens fait que les épreuves sont plus courtes que d'autre examens sans pour autant compromettre la qualité du résultat. Les London Tests of English sont accredités par le Qualifications and Curriculum Authority (QCA) au Royaume-Uni. Les examens sont préparés et corrigés par des équipes de professionnels et les candidats qui réussissent reçoivent un certificat internationale d’Edexcel

## Technologie
Pearson a développé un système de correction en ligne (e-Pen) et un système de service aux centres d’examens sur le web (Edexcel Online). Il peut donc fournir en ligne une analyse détaillée des résultats de chaque candidat.

## Reconnaissance internationale
Les niveaux 4 et 5 des PTE General permettent d’entrer dans les universités du Royaume-Uni et sont reconnus par nombre d’entreprises international.